# Hyperspermie
L'hyperspermie est un terme médical caractérisant une éjaculation de sperme de très grande quantité, soit plus de 6 mL.
Elle peut être la conséquence d'une plus ou moins longue abstinence sexuelle ou de lésions infectieuses des glandes annexes et en particulier des vésicules séminales.